# Manuel García Escalante
Manuel García Escalante (Cartago, Costa Rica, septiembre de 1765 - San José, Costa Rica, 17 de octubre de 1848) fue un político costarricense, firmante del Acta de Independencia de Costa Rica el 29 de octubre de 1821.

## Datos familiares
Fue hijo extramatrimonial de don Bartolomé García de Miranda y Casasola, notario del Santo Oficio, y de doña María Cecilia Galarza de Escalante. Casó en Cartago el 12 de diciembre de 1795 con Manuela Petronila de Nava López del Corral (Cartago, 21 de mayo de 1774 – Cartago, julio de 1826), hija de don José Joaquín de Nava y Cabezudo, gobernador de la provincia de Costa Rica de 1764 a 1773 y de doña Joaquina Tomasa López del Corral y Arburola. Hijos de este matrimonio fueron: 1) Alejandro Escalante Nava (1798-1878), miembro de la segunda Junta Superior Gubernativa y de la Diputación Permanente de 1823, contador mayor e intendente general del Estado, casado en primeras nupcias en 1819 con María Rafaela Navas y Mudarra y en segundas en 1856 con María de Jesús Calderón y Calvo; 2) Rafael García Escalante Nava (1801-1862), ministro general, ministro de Hacienda, vicepresidente de la República y presidente del Congreso, casado en 1850 con Mercedes Castillo y Palacios; 3) Rafael Vicente (1801), fallecido en la infancia; 4) Juan Vicente Escalante Nava (1804-1847), secretario de la Diputación Permanente en 1823 y consejero de 1835 a 1837; soltero; 5) María Josefa Escalante Nava (1802-1882), casó con don Simón Orozco (m. 1848); 6) María Rosalía Escalante Nava (n. 1808), casada en 1834 con el general don Pedro Pablo Bermúdez y Ascarza (1793-1852), quien había sido presidente del Perú; 7) Gregorio Escalante Nava (1811-1886), gobernador de las provincias de Puntarenas y Guanacaste, consejero de Estado, diputado y ministro plenipotenciario en el Perú en 1857; casó en primeras nucpias en 1838 con Magdalena Castillo Villagra (1811-1875), hija de don Mariano Montealegre Bustamante, viuda de Santiago Millet Saint-Jean, y en segundas nupcias en 1865 con Filomena Echandi Marchena (1849-1877); 8) Ana Benita Escalante Nava (1815-1901); 9) María Manuela Escalante Nava (1816-1849), famosa intelectual, soltera.

## Carrera pública
Inició su carrera pública en 1793, cuando el capitán don José Vázquez y Téllez, gobernador de Costa Rica, lo nombró como procurador síndico de la ciudad de Cartago, cargo en el cual fue confirmado posteriormente por el Ayuntamiento y que también ejerció en 1794. En agosto de 1796 fue designado como alcalde ordinario de primer voto de la ciudad de Cartago, cargo que ejerció por pocos meses. En 1797 se le nombró como administrador principal de Correos, cargo que desempeñó por largos años. Además, en 1800 se remató a su favor en León de Nicaragua el oficio de escribano público de cabildo y gobierno de la ciudad de Cartago, en la elevada suma de 500 pesos plata. También fue durante mucho tiempo capitán de la Sala de Armas del cuartel de Cartago, cargo que lo hacía responsable del armamento provincial. Sin embargo, su cargo más duradero fue el de teniente o administrador de la Tesorería subalterna de Costa Rica, hasta 1824.
El 6 de diciembre de 1812 fue nombrado como elector parroquial de Cartago, y el 31 de diciembre fue elegido como procurador síndico para el año de 1813, junto con don José Santos Lombardo. En el ejercicio de ese cargo desplegó mucha actividad por el bienestar de la ciudad y del vecindario, aunque sus empeños se vieron muy limitados por la escasez de fondos. El 22 de agosto de 1813 fue además nombrado elector de partido por Nicoya para la elección de los integrantes de la Diputación Provincial de Nicaragua y Costa Rica. En junio de 1819, con motivo del fallecimiento del gobernador don Juan de Dios de Ayala, asumió temporalmente las funciones de subdelegado de Intendencia, que ejerció hasta que en diciembre de ese año don Juan Manuel de Cañas Trujillo y Sánchez de Madrid tomó posesión como gobernador interino. El 29 de octubre de 1821 asistió a la sesión del Ayuntamiento de Cartago en la cual se discutió y firmó el Acta de Independencia. En setiembre de 1822 fue elector en los comicios para designar al diputado de Costa Rica al Congreso Constituyente del Imperio Mexicano.
En las divergencias políticas de principios de 1823 se inclinó por el bando republicano, al cual se adhirieron entusiastamente varios de sus hijos. Fue uno de los diputados de Cartago al Congreso Constituyente que se reunió en Cartago el 3 de marzo de 1823, en el cual desempeñó la función de vicepresidente y ejerció la presidencia en algunas oportunidades. Trató de evitar el golpe monárquico de don Joaquín de Oreamuno el 29 de marzo de 1823 y la guerra civil de abril de ese año, pero sus esfuerzos no dieron resultado. Después de la guerra reasumió su cargo de vicepresidente del Congreso, y en mayo de 1823 fue elegido como miembro del Tribunal de Residencia, cargo del que fue titular hasta 1824.
En 1824 fue nombrado como intendente general del Estado, debido a lo cual se separó de su cargo de encargado de la Tesorería.. En noviembre de 1825 se le nombró como clavero de la Caja del Estado y el 28 de abril de 1826 como tesorero de la Tesorería General del Estado, cargo que ejerció hasta su jubilación en 1831. En 1831 fue elegido como miembro del Consejo Representativo, que presidió interinamente por ausencia del vicejefe don José Rafael de Gallegos y Alvarado. 
El 28 de diciembre de 1847, a pesar de su avanzada edad, presentó una solicitud para se le concediera el estanco de una tercena o expendio de tabaco en San José.